# Kepler-32 d
Kepler-32 d est un Planète géante gazeuse, orbitant autour d'une naine rouge située à environ 1 056 années-lumière (323,85 pc) de la Terre avec une magnitude apparente de 16,36.

## Caractéristiques physiques
L'exoplanète se distingue par sa masse modérée de 0,13 MJ, son rayon compact de 0,24 RJ et sa température de 328 K.

## Orbite
Elle orbite à 0,13  unités astronomiques de son étoile, une distance comparable à celle de Vénus dans le système solaire.

## Découverte
L'exoplanète a été découverte par la méthode du transit en 2012.

## Habitabilité
Les conditions d'habitabilité de cette exoplanète ne sont pas déterminées ou ne sont pas connues.